# Олекса, Вилем
Вилем Олекса (чеш. Vilém Olexa, 28 октября 1897 — 30 сентября 1975) — чехословацкий шахматист, национальный мастер.
Серебряный призёр чемпионата Чехословакии 1936 г. (14-й конгресс Чехословацкого шахматного союза, проведен параллельно с международным турниром в Подебрадах). Бронзовый призёр чемпионата протектората Богемии и Моравии 1940 г. Участник нескольких послевоенных чемпионатов Чехословакии.
Добился значительных успехов в заочных шахматах. В составе сборной Чехословакии стал победителем 2-й заочной олимпиады (1952—1955 гг.).

## Спортивные результаты
| Год                       | Город                                                                             | Соревнование                                                                      | + | −  | = | Результат | Место             |
| ------------------------- | --------------------------------------------------------------------------------- | --------------------------------------------------------------------------------- | - | -- | - | --------- | ----------------- |
| 1935                      | Лугачовице                                                                        | Турнир чехословацких мастеров                                                     | 2 | 3  | 2 | 3 из 7    | 5—7               |
| 1936                      | Подебрады                                                                         | Чемпионат Чехословакии                                                            | 9 | 2  | 2 | 10 из 13  | 2                 |
| 1940                      | Раковник                                                                          | Чемпионат протектората Богемии и Моравии                                          | 5 | 3  | 3 | 6½ из 11  | 3                 |
| 1948                      | Братислава                                                                        | Чемпионат Чехословакии                                                            |   |    |   |           | [ 5 ]             |
| 1954                      | Прага                                                                             | Чемпионат Чехословакии                                                            | 6 | 11 | 0 | 6 из 17   | 15—16             |
| 1959                      | Братислава                                                                        | Чемпионат Чехословакии                                                            | 2 | 13 | 2 | 3 из 17   | 18                |
| 1960                      | Острава                                                                           | Чемпионат Чехословакии                                                            | 3 | 12 | 2 | 4 из 17   | 17                |
| СОРЕВНОВАНИЯ ПО ПЕРЕПИСКЕ |                                                                                   |                                                                                   |   |    |   |           |                   |
| 1952—1955                 | 2-й командный чемпионат мира (заочная олимпиада; сборная Чехословакии, 5-я доска) | 2-й командный чемпионат мира (заочная олимпиада; сборная Чехословакии, 5-я доска) |   |    |   |           | Команда — чемпион |